# Zelforganisatie

Het vormen van een school door vissen is een voorbeeld van zelforganisatie

Zelforganisatie is het proces waarbij in een chaotisch systeem structuren ontstaan doordat de onderdelen van het systeem ongeleid interacties met elkaar aangaan. Het proces kan spontaan zijn als er voldoende energie beschikbaar is. Zelforganisatie wordt vaak veroorzaakt door willekeurige (stochastische) fluctuaties die versterkt worden door positieve terugkoppeling.
Zelforganisatie komt voor in veel fysische, chemische, biologische en technische systemen. Voorbeelden van zelforganisatie zijn kristallisatie, thermische convectie van vloeistoffen, chemische oscillatie, vorming van zwermen bij dieren en kunstmatige neurale netwerken.

## Algemeen
Bij elk chaotisch systeem waar een kracht aan toegevoegd wordt, bijvoorbeeld straling van licht of geluid, ontstaat er in grotere of kleinere mate een zelforganisatie. Deze structuren kunnen een steeds complexere vorm aannemen. Het ontstaan van structuren op kwantum-, atomair en moleculair niveau wordt mogelijk gemaakt door de werking van de natuurwetten. 
Zelforganisatie is een voorbeeld van een emergent verschijnsel: het systeem krijgt (nieuwe) kenmerken, die ontbreken bij de samenstellende onderdelen.
Een belangrijk kenmerk van zelforganisatie is dat niemand doelbewust structuren in een systeem aanbrengt. Iemand kan natuurlijk wel voor de voorwaarden zorgen waardoor zelforganisatie kan plaatsvinden. 
Een voorbeeld van zelforganisatie is het ontstaan van orde in een doos met kleine en grote ballen als deze in een zwaartekrachtsveld wordt geschud. De kleine ballen zullen dan namelijk uiteindelijk onderaan komen te liggen. Er is dus door een willekeurige handeling (het schudden) orde in wanorde gekomen. Dit wordt in dit voorbeeld veroorzaakt doordat er een energievoordeel is voor de kleine ballen in het systeem om onderin te gaan liggen. De kleine ballen vallen als het ware tussen de openingen die de grote ballen openlaten door naar beneden. Het effect komt in de praktijk voor in bijvoorbeeld pakken muesli waar de grote nootjes boven op de kleinere en ogenschijnlijk lichtere havervlokken terechtkomen.
Op menselijk niveau kan er ook sprake zijn van zelforganisatie.

## In de exacte wetenschap

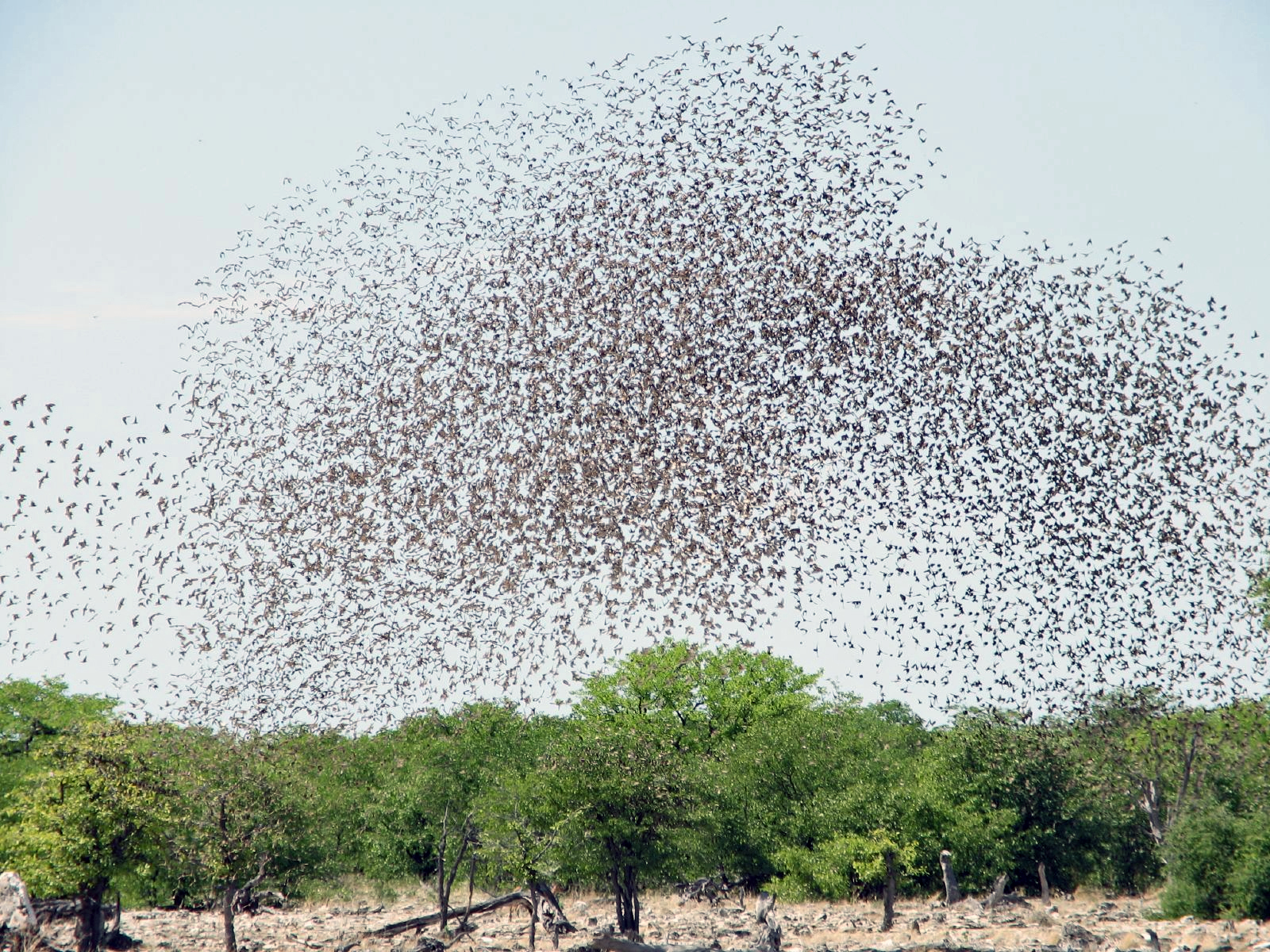
Black Sun zwerm van spreeuwen

Pure zelforganisatie is echter een theoretisch begrip. Het kan alleen plaatsvinden als er op een specifieke manier energie aan een systeem wordt toegevoegd. De entropie van een ongeorganiseerd systeem is immers hoger dan van een georganiseerd systeem.
Veel van de zelforganisatie in de natuur hangt samen met de harmonische reeks, de gulden snede en de formules van Gödel en aanverwante reeksen.
Volgens sommige wetenschappers is het leven ontstaan door zelforganisatie. Hans Jenny deed in de 19e eeuw uitgebreid onderzoek naar het effect van trillingen op chaotisch ongeordende materie. Een bekend voorbeeld hiervan zijn de Chladni-patronen die ontstaan op een vlak bestrooid met zand of zout, doordat een toongenerator het vlak laat resoneren op specifieke harmonische eigenfrequenties van dat vlak. Dit onderzoeksgebied noemde hij cymatics.
De manen van Jupiter draaien in een zelforganiserende harmonische relatie om de planeet. De noordpool van Saturnus heeft een continue zeshoekige wervelstorm (de hexagoon van Saturnus). Het draaien van de Aarde om de zon is ook een vorm van het resultaat van een zelforganisatie, alsmede de kenmerkende krulvormen in de wolken als je vanaf de maan naar de Aarde kijkt.
Zelforganisatie vindt ook plaats in cellulaire automaten.

## Zelforganisatie in dissipatieve systemen
Ilya Prigogine onderzocht hoe dissipatieve systemen ver buiten een thermisch evenwichtstoestand zelforganiserende systemen konden ontwikkelen. Crooks en Jarzynski maakten duidelijk hoe dissipatieve systemen als voorbeelden van irreversibele processen toch aan allerlei thermodynamische wetten, in het bijzonder de productie van entropie, kunnen voldoen. Zo blijkt de kans op een irreversibel proces toe te nemen afhankelijk van de toename van entropie, in verhouding tot het corresponderende reversibele proces:
{\displaystyle {\frac {P_{F}(\Delta S)}{P_{R}(-\Delta S)}}=exp(\Delta S)}
Hierin is {\displaystyle P_{F}} de kans op het voorwaartse irreversibele proces en {\displaystyle P_{R}} de kans op hetzelfde, maar reversibele proces in omgekeerde tijdrichting.
Op basis hiervan ontwikkelde Jeremy England de theorie dat zelfregulerende systemen door dissipatie van energie (en dus toenemende entropie in hun omgeving) daar voordeel van kunnen hebben bij de Darwiniaanse natuurlijke selectie. Dit werpt mogelijk een geheel nieuw licht op het ontstaan van het leven.

## In beeldende kunst
Uit een onderzoek naar de schilderijen van Jackson Pollock bleken zijn drippaintings bepaalde fractaal-verhoudingen in zich te herbergen. Naarmate zijn schilderijen groter werden, kregen ze ook meer verwantschap met de structuren van marmer.